# Corona de Tucson
Corona de Tucson est une census-designated place (CDP) située dans le comté de Pima, dans l’État de l’Arizona, aux États-Unis.